# Ral·li Terra da Auga
El Ral·li Terra da Auga, oficialment Rally Terra da Auga - Comarca de Arzúa, és una prova de ral·li organitzada des de 2014 a la comarca d'Arzúa, a Galícia.
És puntuable pel Campionat d'Espanya de Ral·lis de Terra i, del 2019 al 2022, pel Super Campionat d'Espanya de Ral·lis.
Inicialment es va denominar Rally Concello de Curtis, doncs es disputà entorn de la localitat gallega de Curtis. Posteriorment passà a denominar-se Rally Terras do Mandeo i des de 2017 al nom actual.
El pilot amb un nombre més gran de victòries en aquesta cita gallega és el català Xevi Pons, que ha guanyat en quatre ocasions, seguit de "Cohete" Suárez, que ha guanyat la prova en tres ocasions.

## Palmarès
| Any  | Denominació                 | Pilot               | Copilot          | Vehicle                | Cam.        | Ref.  |
| ---- | --------------------------- | ------------------- | ---------------- | ---------------------- | ----------- | ----- |
| 2014 | 1º Rally Concello de Curtis | Amador Vidal        | Fran Lema        | Volkswagen Polo N1     | CERT        |       |
| 2015 | 2º Rally Concello de Curtis | Karl Kruuda         | Martin Järveoja  | Citroën DS3 R5         | CERT        |       |
| 2016 | 3º Rally Terras do Mandeo   | Xevi Pons           | Xavier Amigó     | Peugeot 208 N5         | CERT        |       |
| 2017 | 4º Rally Terra da Auga      | José Antonio Suárez | Cándido Carrera  | Peugeot 208 N5         | CERT        | [ 1 ] |
| 2018 | 5º Rally Terra da Auga      | Xevi Pons           | Rodrigo Sanjuan  | Peugeot 208 N5         | CERT        | [ 2 ] |
| 2019 | 6º Rally Terra da Auga      | Xevi Pons           | Rodrigo Sanjuan  | Škoda Fabia R5         | CERT, S-CER | [ 3 ] |
| 2020 | 7º Rally Terra da Auga      | Nil Solans          | Claudi Ribeiro   | Škoda Fabia R5         | CERT, S-CER | [ 4 ] |
| 2021 | 8º Rally Terra da Auga      | José Antonio Suárez | Alberto Iglesias | Škoda Fabia R5         | CERT, S-CER | [ 5 ] |
| 2022 | 9º Xacobeo Rally da Auga    | Xevi Pons           | Rodrigo Sanjuan  | Škoda Fabia Rally2 Evo | CERT, S-CER | [ 6 ] |
| 2023 | 10º Rally Terra da Auga     | José Antonio Suárez | Alberto Iglesias | Škoda Fabia Rally2 Evo | CERT        | [ 7 ] |